# Михаил I Рангаве
Михаил I Рангаве (на гръцки: Μιχαήλ Α΄ Ραγκαβές) е византийски император от 811 до 813 г.

## Произход и възкачване
Той е син на дребен благородник, патриция Теофилакт Рангаве, друнгарий (адмирал) на Егейската флота. Михаил Рангаве се жени за Прокопия, дъщерята на император Никифор I Геник и получава дворцовата длъжност куропалат.
След смъртта на Никифор I в поражението при Върбишкия проход престола е зает от неговия син Ставракий, който е смъртно ранен в сражението и скоро е принуден да абдикира в полза на Михаил Рангаве, коронован за император на 2 октомври 811 г.

## Управление

### Вътрешна политика
Поддържан от традиционалистите в църквата, начело с Теодор Студит, Михаил I Рангаве предприема репресии срещу иконоборците в империята. Михаил I проявява великодушие и щедрост, докато е на трона – намалява данъците, повишени при Никифор I Геник, и започва да раздава пари на знатните, армията и духовенството, за да спечели тяхната подкрепа, но това скоро разстройва финансите на държавата.

### Външна политика

#### Контрол над Италия
През 812 г. прави политическа отстъпка като признава императорската титла на Карл Велики в замяна на контрола над Венеция и други градове по адриатическото крайбрежие на Италия.

#### Конфликт с България и сваляне
Въпреки неизгодното положение на империята, Михаил I Рангаве продължава конфликта с България. По съвет на Теодор Студит императорът отхвърля предложението на хан Крум за мирно споразумение. В отговор на това в края на 812 г. Крум превзема крепостта Месемврия и настъпва в Тракия. На следващата година Михаил I предприема поход срещу българите. Първоначално постига известни успехи, но на 22 юни 813 г. понася тежко поражение в битката при Версиникия, вероятно поради измяна на голяма част от войските му, които напускат сражението водени от стратега Лъв Арменец.
Рангаве губи доверието на армията и няколко седмици по-късно Лъв Арменец се обявява за император. Михаил Рангаве е детрониран и изпратен в манастир на остров Проте в Мраморно море, където остава до края на живота си.

## Смърт и наследници
Умира като монах на 11 януари 844 г., след около 30 години в плен. Тъй като е прието, че евнух не може да бъде законен василевс, синовете на бившия император са скопени, с което губят претенциите си за трона. Един от тях по-късно става патриарх на Константинопол под името Игнатий.

## Деца
От жена си Прокопия има потомците:
- Горго, дъщеря
- Теофилакт Рангаве (съимператор)
- Никита, бъдещият патриарх Игнатий I Константинополски
- Ставракий
- Теофано, дъщеря